# José Brendel
José Brendel (1 de agosto de 1902-1974) fue un sacerdote argentino de la Iglesia católica que ejerció como capellán naval en la Armada Argentina y fue autor de los libros Ruta de Sol y Hombres Rubios en el Surco.

## Primeros años
José Brendel nació en la localidad de San José (Colonia II) del partido de Coronel Suárez, el día 1 de agosto de 1902. Sus padres fueron Juan Brendel y Catalina Elisabeth Kreismann, ambos alemanes del Volga que emigraron a la Argentina. Fue bautizado al día siguiente de su nacimiento, el 2 de agosto, en la parroquia del pueblo San José.
Contando con un año y medio de edad, llegó a la colonia San Miguel Arcángel (Buenos Aires) junto a su familia, en el primer contingente fundador del pueblo, y allí mismo transcurrió su niñez.

## Sacerdocio
Al finalizar sus estudios primarios, ingreso en el Seminario Metropolitano de Villa Devoto en el año 1915, contando tan solo con 12 años de edad. En la Navidad de 1926, fue ordenado Sacerdote, ocupando el segundo lugar en la extensa lista de hijos de San Miguel Arcángel que seguirían la vocación religiosa. Ejerció, durante muchos años, su apostolado sacerdotal como capellán naval en la Armada Argentina, en Puerto Belgrano, alcanzando el grado de capitán de fragata.

## Obras publicadas
Fue autor de dos libros: "Ruta de Sol" y "Hombres Rubios en el Surco". "Ruta de Sol" (1941) son instantáneas fotográfico-literarias alrededor del segundo viaje de instrucción del Crucero "La Argentina" (30 de marzo - 26 de octubre de 1940)."Hombres Rubios en el Surco" (1962) relata los primeros 50 años de vida de la Colonia San Miguel Arcángel.

## Fallecimiento
Falleció en la ciudad de General Pacheco el 29 de mayo de 1974, a la edad de 71 años. Sus restos mortales reposan, junto a los de su padre Juan Brendel, en el cementerio de San Miguel Arcángel (Buenos Aires).